# 冯一夫
冯一夫（1919年9月—？），男，直隶（今河北）保定人，中国电影演员、导演，八一电影制片厂导演，曾任中国电影家协会理事。